# Željko Milinovič
Željko Milinovič, född 12 oktober 1969 i Ljubljana, SFR Jugoslavien, (nuvarande Slovenien), är en slovensk före detta fotbollsspelare med landslagsmeriter.